# Ibrahim Böhme
Ibrahim Bøhme (født  18. november 1944 i Leipzig, død 22. november 1999 i Neustrelitz) var mest kendt for den korte periode, han var DDR-politiker.
I slutningen af 1980'erne blev han kendt som fortaler for menneskerettighederne i gruppen Initiative fur Frieden und Menchenrechte, som var DDR's ældste menneskerettighedsgruppe. Den blev grundlagt i 1986 og var uafhængig af stat og kirke.